# Le chant du loup
Le chant du loup (en español: El canto del lobo) es una película francesa de drama, dirigida y escrita por Antonin Baudry. Fue estrenada en Francia el 20 de febrero de 2019.

## Sinopsis
Rusia invade las islas Åland que pertenecen a Finlandia, y el presidente francés decide enviar ayuda militar a Finlandia: submarinos nucleares de la Armada francesa.

## Reparto
- François Civil como Chanteraide.
- Omar Sy como D'Orsi.
- Mathieu Kassovitz como ALFOST.[nota 1]
- Reda Kateb como Grandchamp.
- Paula Beer como Diane.
- Alexis Michalik como segundo SNLE-B2R.
- Jean-Yves Berteloot como comandante CIRA.[nota 2]
- Damien Bonnard como Oficial SNLE.[nota 3]

## Estreno
La película fue estrenada en cines franceses el 20 de febrero de 2019, por Pathé.

## Recepción
Le chant du loup recibió reseñas positivas de parte de la audiencia. En el sitio IMDb los usuarios le asignaron una calificación de 7.6/10, sobre la base de 1236 votos.